# Astrorhiza
Astrorhiza es un género de foraminífero bentónico de la subfamilia Astrorhizinae, de la familia Astrorhizidae, de la superfamilia Astrorhizoidea, del suborden Astrorhizina y del orden Astrorhizida. Su especie-tipo es Astrorhiza limnicola. Su rango cronoestratigráfico abarca desde el Ordovícico medio hasta la Actualidad.

## Discusión
Clasificaciones previas incluían Astrorhiza en el suborden Textulariina y en el orden Textulariida

## Clasificación
Astrorhiza incluye a las siguientes especies:
- Astrorhiza agglutinata
- Astrorhiza arctica
- Astrorhiza arenaria
- Astrorhiza arenifera
- Astrorhiza asper
- Astrorhiza compressiuscula
- Astrorhiza erratica
- Astrorhiza furcata
- Astrorhiza gigantea
- Astrorhiza granulosa
- Astrorhiza hancocki
- Astrorhiza limnicola
- Astrorhiza polygona
- Astrorhiza porosa
- Astrorhiza sabulifera
- Astrorhiza salebrosa
- Astrorhiza tenuis
- Astrorhiza vermiculata
- Astrorhiza virgilensis

Otras especies consideradas en Astrorhiza son:
- Astrorhiza angulosa, considerado sinónimo posterior de Astrorhiza granulosa
- Astrorhiza catenata, aceptado como Aschemonella catenata
- Astrorhiza cornuta, aceptado como Rhabdammina cornuta
- Astrorhiza crassatina, aceptado como Bathysiphon crassatina
- Astrorhiza triangularis, aceptado como Astrammina triangularis
- Astrorhiza vermiformis, aceptado como Argillotuba vermiformis
  - Astrorhiza vermiformis var. occidentalis

En Astrorhiza se ha considerado el siguiente subgénero:
- Astrorhiza (Astrorhizoides), aceptado como género Astrorhizoides